# Nixbrunnenbach
Der Nixbrunnenbach ist ein Bachgraben im Stadtgebiet von Ilshofen im Landkreis Schwäbisch Hall im nordöstlichen Baden-Württemberg, der nach über einen halben Kilometer langem Lauf nach Südosten am Ostrand von Ilshofen von rechts in das Brühlbächle mündet.

## Geographie

### Verlauf
Der Nixbrunnenbach beginnt seinen Lauf zwischen Ilshofen im Westen und dessen Weiler Großallmerspann im Osten an einem einzeln stehenden Stallgebäude im Gewann Nixbrunnen mit der Adresse Großallmerspanner Weg 12. Dort beginnt auf etwa 435 m ü. NHN ein Graben an der Seite eines unbefestigten Wirtschaftswegs, in dem der Bach zwischen Feldern rechts und links schnurgerade auf der ersten Hälfte seines Laufes nach Südsüdosten bis zum Rand der L 2218 fließt. An der Landesstraße, die die geschlossene Bebauung Ilshofens auf der anderen Seite begrenzt, knickt der Graben nach Ostsüdosten ab, knapp hundert Meter weiter wird das kleine Gewässer unter ihr durchgeführt und folgt nun ihrer anderen Seite. Zuletzt wird das Bächlein noch unter der an der Großallmerspanner Kreuzung von der Landesstraße südlich in Richtung Eckartshausen abgehenden K 2605 durchgeführt und mündet auf deren anderer Seite auf etwa 423 m ü. NHN von rechts in das Brühlbächle.
Der Nixbrunnenbach mündet nach 0,7 km langem Lauf mit mittleren Sohlgefälle von etwa 18 ‰ etwa 12 Höhenmeter unterhalb seines Grabenbeginns.
Der Weg des am Oberlauf in der Mitte seiner kleinen natürlichen Talmulde laufenden Nixbrunnenbachs wurde offenbar im Zuge des Baus der Landesstraße verändert. Am Laufknick weicht er nach links aus seiner Talrichtung und mündet heute zuletzt in recht stumpfem Winkel ins Brühlbächle. Noch in der ersten Hälfte des 20. Jahrhunderts lief er nach Knick und Unterquerung der damals schon bestehenden Straße weiter in der Talrichtung, aber seitlich versetzt, zwischen landwirtschaftlich genutzten Flächen bis zu seiner damals noch tieferen Mündung. Heute liegen im Bereich des alten Unterlaufstücks zwei Felder im Gewann Forst zwischen Gewerbegebäuden.

### Einzugsgebiet
Das Einzugsgebiet des Nixbrunnenbachs ist etwa 0,4 km² groß, es liegt zur Gänze im Unterraum Haller Ebene des Naturraums der Hohenloher und Haller Ebene. Am Nordrand ist es mit etwa 443 m ü. NHN am höchsten. Seine offene Flur wird größtenteils beackert. Jenseits der nördlichen Wasserscheide entspringt der Schuckhofbach, der über den Scherrbach und die Jagst zum Neckar entwässert, während im Osten und Südwesten heute keine anderen Bäche zum Brühlbächle laufen, dessen Abfluss über die Schmerach, die Bühler und den Kocher den Neckar erreicht.
Das Einzugsgebiet liegt zur Gänze im Stadtgebiet von Ilshofen.

## Geologie
Der Nixbrunnenbach läuft von Anfang bis Ende im Lettenkeuper (Erfurt-Formation). Auf den sein Tal im Südwesten, Norden und Osten begrenzenden Hügelrücken liegt flächenhaft Lösssediment aus quartärer Ablagerung.

### LUBW
Amtliche Online-Gewässerkarte mit passendem Ausschnitt und den hier benutzten Layern: Lauf und Einzugsgebiet des Nixbrunnenbachs

Allgemeiner Einstieg ohne Voreinstellungen und Layer: Daten- und Kartendienst der Landesanstalt für Umwelt Baden-Württemberg (LUBW) (Hinweise)
1. 1 2 3  Höhe nach dem Höhenlinienbild auf dem Hintergrundlayer Topographische Karte.
2. ↑  Länge nach dem Layer Gewässernetz (AWGN).
3. ↑  Einzugsgebiet abgemessen auf dem Hintergrundlayer Topographische Karte.

### Andere Belege
1. ↑  Veränderung des Unterlaufs nach dem Meßtischblatt 6825 Ilshofen von 1937 in der Deutschen Fotothek
2. ↑  Wolf-Dieter Sick: Geographische Landesaufnahme: Die naturräumlichen Einheiten auf Blatt 162 Rothenburg o. d. Tauber. Bundesanstalt für Landeskunde, Bad Godesberg 1962. → Online-Karte (PDF; 4,7 MB)
3. ↑  Geologie nach den Layern zu Geologische Karte 1:50.000 auf: Mapserver des Landesamtes für Geologie, Rohstoffe und Bergbau (LGRB) (Hinweise)